# Pergalumna hastata
Pergalumna hastata är en kvalsterart som beskrevs av Aoki 1987. Pergalumna hastata ingår i släktet Pergalumna och familjen Galumnidae. Inga underarter finns listade i Catalogue of Life.